# Kanton Saint-Gildas-des-Bois
Kanton Saint-Gildas-des-Bois (fr. Canton de Saint-Gildas-des-Bois) je francouzský kanton v departementu Loire-Atlantique v regionu Pays de la Loire. Tvoří ho pět obcí.

## Obce kantonu
- Drefféac
- Guenrouet
- Missillac
- Saint-Gildas-des-Bois
- Sévérac